# Unité disciplinaire de la Légion étrangère
Les unités disciplinaires de la Légion étrangère sont les structures disciplinaires mises en place pour les légionnaires ayant des difficultés à respecter la discipline dans leur compagnie d'origine.

## Origine
Dès 1832, la Légion étrangère, compte-tenu de son recrutement propre, commença à créer des unités disciplinaires. On les appela d'abord "sections" puis, leur taille augmentant, "Compagnies de discipline" et enfin "section d'épreuve". Elles avaient pour vocation de regrouper les légionnaires dont le comportement habituel troublait en  permanence le bon déroulement du service. Leur objectif était d'amender ces  perturbateurs en  leur imposant des règles de  vie très sévères.
La première section de discipline (dite "de l'Ancienne Légion"), installée dans le même casernement qu’une section de  convalescents ne pouvait aisément mettre en œuvre un service rigoureux pour les disciplinaires. Elle fut dissoute lors de la cession de la Légion à l'Espagne en 1835.
Lors de la création de la nouvelle Légion (1839), chaque régiment se voit doté de sa propre section de discipline.
À Gallipoli, en 1854, les  disciplinaires du 1er Étranger enterrent les victimes  du choléra. En  reconnaissance de ce dévouement, ils sont renvoyés dans leurs compagnies à la fin de l’épidémie.
Au Mexique, les disciplinaires de  la Légion sont affectés à la compagnie de  discipline du corps expéditionnaire. Celle-ci est partiellement encadrée par du personnel du régiment étranger, dont le tambour Laï, survivant du combat de Camerone.
Il faut attendre le 12 novembre 1902 pour qu’une instruction relative aux sections de discipline des corps spéciaux, dont les régiments étrangers soit publiée au Bulletin officiel.

Elle est remplacée le  26 octobre 1931 par une  instruction spécifique à la  Légion  qui concerne la compagnie de  discipline de Colomb-Béchar et sert de  référence pour  le  fonctionnement des  unités disciplinaire de la Légion en Indochine.

## Missions et organisation[3]

### Missions
La compagnie spéciale (ie "d'Afrique du Nord") est destinée à recevoir « les légionnaires qui par des fautes réitérées contre les règlements               militaire ou par mauvaise conduite habituelle, portent atteinte à la discipline et constituent un danger pour la valeur morale du corps dont ils font partie ». Elle accueille aussi les légionnaires qui ont tenté de se « mutiler dans le but de se rendre impropres (sic) au service ou qui sans tenir compte des remontrances et des punitions simulent des infirmités dans le but de se soustraire au service ».
Ces légionnaires proviennent d'Afrique du Nord (Algérie, Maroc, Levant), à l'exception des légionnaires provenant de la section spéciale du 5ème Étranger qui, à la fin de leur séjour n'ont pas réussi à obtenir la réintégration dans une unité d'active ordinaire.

### Organisation
La compagnie est organisée en 3 sections qui sont réparties comme suit:
- une section ordinaire pour l'accueil des disciplinaires
- une section de répression pour les récidivistes ainsi que les disciplinaires coupables de mutilations volontaires
- une section de transition pour accueillir les disciplinaires qui, après 6 mois de bonne conduite à la section ordinaire, sont préparés à leur retour en unité

Les disciplinaires affectés pour mutilation volontaire ne peuvent être ré-affectés en unité et terminent leur contrat à la section de discipline. Ils peuvent toutefois être versés à la section ordinaire voire la section de transition en fonction de leur comportement.
La mission éducative exige que les cadres soient choisis pour leur rigueur, leur sens de la justice et leurs qualités humaines.
La durée minimum de l’affectation des punis à la compagnie de discipline est égale à neuf mois dont six à la section ordinaire et trois à la section               de transition. Le séjour minimum à la section de répression est de trois mois.

## Implantations

### Afrique du Nord
La compagnie de discipline d'Afrique du Nord est tout d'abord (entre 1939 et 1940) installée à Ben Chicao puis à Collomb-Béchar en Algérie. En 1962, en raison de la baisse des effectifs de la Légion, la compagnie devint la Section de Discipline du Sahara à Djénien Bou Rezg. Cette section fut dissoute en 1964.

### Indochine
De 1931 à 1945, la section de discipline du 5e Régiment Étranger est implantée à Hagiang (1931- 1945 ).
À partir du 1er juin 1946, la Compagnie de discipline des régiments étrangers en Extrême-Orient (CDRE/EO) est stationnée sur l'île de Tagne, dans la baie de Cam Ranh. Rattachée au 2e régiment étranger d'infanterie, elle dépend des bataillons implantés au Centre Vietnam. Après le 1er bataillon, cette charge incombe au 4e, arrivé en février 1950, se trouvant dans la région de Quảng Nam. La compagnie accueille les disciplinaires de tous les régiments étrangers présents en Indochine française. La CDRE/EO est dissoute le 11 août 1954, tandis que l'île de Tagne est mise à la disposition du Commando Jaubert.
Insigne : 

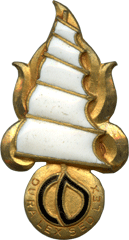
Insigne de la CDRE/EO

Grenade à sept flammes d'or ; la bombe de la grenade porte les lettres noires « CD » entourées de l'inscription « DURA LEX SED LEX » devant les flammes se détache une voile blanche. La grenade à sept flammes est le symbole de la légion ; la voile blanche est celle d'une jonque, qui rappelle l'implantation de l'unité sur une île, reliée à terre seulement par bateau ; l'inscription signifie : « La loi est dure mais c'est la loi » évoquant le caractère de l'unité. L'insigne a été créé en 1947, par le capitaine Dutter, commandant la CDRE/EO.

### France
Après l'indépendance de l'Algérie une section d’épreuve est créée en  Corse, au Domaine St Jean, à Corte. Le choix parfois peu heureux de certains cadres et l’impossibilité de faire des travaux utiles en font un anachronisme, aussi le statut de  1978 la dissout